# Pluto (Disney)
Pluto és un gos de dibuixos animats creat per The Walt Disney Company en 1930 com a mascota de Mickey Mouse. És un animal no antropomòrfic, més enllà d'algunes característiques com l'expressió facial, a diferència de la resta de personatges del grup, incloent a Goofy, un altre gos que és amic de l'amo de Pluto. Pluto destaca pel seu sentit de l'humor i els embolics en què fica a vegades a la colla d'amics, així com per la seva lleialtat. Al principi es va anomenar Rover. El canvi de nom es va produir després del descobriment de (134340) Plutó, que es va produir quan l'animador Norman Ferguson treballava en el personatge.
Va aparèixer primer com a secundari, debutant oficialment a The Picnic. Uns precursor en quant a l'estil de dibuix apareixen a The Chain Gang. La popularitat de Pluto, especialment entre el públic infantil, va fer que protagonitzés cada cop més escenes o fins i tot capítols propis (des de 1932). També es va expandir el seu cercle a partir d'una sèrie centrada en ell (1937), amb amics, amors propis (la mascota de la Minnie Mouse i una gosseta que representa l'animal de bona raça) i antagonistes, com els esquirols de Chip and Dale o un bulldog que li disputa l'estimada.
Juntament amb el ratolí Mickey, Minnie Mouse, l'ànec Donald, Daisy Duck i Goofy, és un dels "Sensational Six": les millors estrelles de l'univers de The Walt Disney Company. Tot i que els sis són animals que no són humans, Plutó és l'únic que no es vesteix com un humà. Com que Plutó no parla, les seves pel·lícules generalment es basen en l'humor físic. Això va fer de Pluto una figura pionera en l'animació de personatges, expressant la personalitat a través de l'animació en lloc del diàleg.

## Origen
Dos gossos molt similars a Pluto van aparèixer per primera vegada com rastrejadors sense nom que perseguien el rastre del condemnat escapat Mickey al curt The Chain Gang (setembre de 1930). Rover (posteriorment Pluto) apareixia per primer cop com el gos de Minnie Mouse que se'n va amb ella i Mickey a un pícnic. A la seva següent aparició, a The Moose Hunt (1931), passa a ser la mascota de Mickey, avui anomenada Pluto.
Entre la denominació del que aleshores es classificava com el novè planeta, Plutó, el 24 de març de 1930, i l'adhesió d'aquest nom al personatge del gos van passar alguns mesos. L'animador de Disney Ben Sharpsteen va dir "Pensàvem que el nom [Rover] era massa comú, així que havíem de buscar alguna cosa més... Hem canviat per Pluto the Pup ... però no ho recordo sincerament per què." Extraoficialment, fins i tot els animadors de Disney creien que Walt Disney va triar el nom per aprofitar la sensació del planeta recentment anomenat.
Plutó va ser inicialment un personatge menor fins al 1934 quan l'animador de Disney Norm Ferguson va donar al gos un paper clau al dibuix "Playful Pluto". Plutó s'enreda amb una pega enganxosa de paper, i Ferguson va expandir la seqüència de manera significativa. El segment es va convertir en un clàssic, demostrant com els artistes de Disney poden prendre una circumstància senzilla i construir l'humor a través d'un personatge.